# ديفيد بومان (كاتب)
ديفيد بومان (بالإنجليزية: David Bowman)‏ هو كاتب أمريكي، ولد في 8 ديسمبر 1957 في راسين في الولايات المتحدة، وتوفي في 27 فبراير 2012 في مانهاتن في الولايات المتحدة.